# Tangeh Sāvāschi
Tangeh Sāvāschi oder auch Tangeh Vāschi ist der Name einer Gebirgsschlucht im Elburs-Gebirge 15 km westlich des Städtchens Firūzkuh in der Provinz Teheran.

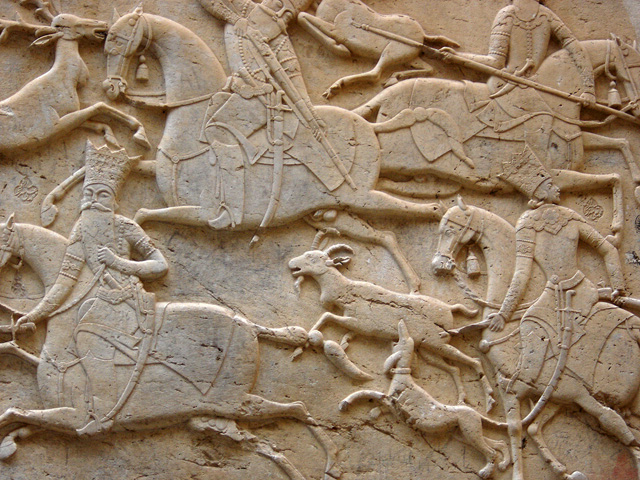
Jagdrelief aus der Kadscharenzeit

Sie gilt als beliebtes Ausflugs- und Touristenziel im Iran und wird ebenfalls von Trekkern gern besucht.

## Felsrelief aus der Kadscharenzeit
In der Mitte der Sāvāschi-Schlucht befindet sich ein Relief mit Jagdszenen aus der Zeit des Kadscharenkönigs Fath Ali Schah, das von den Resten eines Wachturmes überragt wird. Sie führt auf eine hügelige Ebene satten Weidelandes, das von dem Wasser eines aus mehreren Wasserfällen zusammenführenden Stromes getränkt wird und lange Zeit von unterschiedlichen Wildarten bevölkert wurde. Hier befand sich auch die Jagdhütte Fath Ali Schahs.